# Erebia demmia
Erebia demmia är en fjärilsart som beskrevs av B.C.S Warren 1936. Erebia demmia ingår i släktet Erebia och familjen praktfjärilar. Inga underarter finns listade i Catalogue of Life.